# Mull of Galloway fyr
Mull of Galloway fyr är en fyr på udden Mull of Galloway som är Skottlands sydligaste punkt. Den konstruerades av ingenjör Robert Stevenson och byggdes mellan 1828 och 1830.
Fyren tändes första gången den 26 mars 1830. Den var utrustad med en fotogeneldad lampa och två opaka cylindriska gardiner som rörde sig upp och ner så att fyren fick intermittent sken. 
Under andra världskriget träffades fyren i kraftig dimma, av en Bristol Beaufighter som skadade en lagerbyggnad. Två personer ombord på jaktflygplanet dödades.
Fyren moderniserades 1971 och fotogenlampan byttes ut mot en glödlampa. Den automatiserades och avbemannades år 1988. Våren 2019 ersattes glödlampan med två synkroniserade LED-lampor som avger en ljusblixt var tjugonde sekund.
Fyrvaktarbostäderna och området runt fyren såldes till en stiftelse år 2013. Byggnaderna används idag som besökscenter medan själva fyren ägs och drivs av Northern Lighthouse Board.
Fyren kan besökas i juli och augusti samt under helgdagar och skollov.